# 達川駅
達川駅（タルチョンえき）は、大韓民国忠清北道忠州市大召院面にある韓国鉄道公社忠北線の駅である。現在は旅客・貨物輸送を行っていない。

## 駅構造
- 島式ホーム2面4線の地上駅。

## 駅周辺
- 達川

## 歴史
- 時期不明 - 配置簡易駅として開業。
- 1951年5月1日 - 普通駅に昇格。
- 1977年5月16日 - 旅客取り扱い中止。
- 1978年11月8日 - 現駅舎竣工。
- 1980年1月24日 - 無煙炭貨物取扱駅に指定。
- 1985年2月11日 - 旅客取り扱い再開。
- 2010年7月1日 - 無配置簡易駅に降格。
- 2010年11月1日 - 旅客取り扱い中止。
- 2015年5月29日 - 貨物取り扱い中止。

## 隣の駅
韓国鉄道公社
忠北線
周徳駅  - （達川駅） - 忠州駅